# トクトア・ベキ
トクトア・ベキ（Toqto'a,Tōqtā、脱黒脱阿、? - 1205年）は、メルキト部族の部族長であり、その一氏族ウドイト・メルキトの氏族長でもある。『元朝秘史』ではトクトア・ボエ(脱黒脱阿 Toqto'a Bö'e)、『集史』ではトクタ・ベキ(Tūqtā Bīkī)、『元史』ではトト（脱脱）と表記される。

## 名称
ポール・ペリオによると「トクトア(Toqto'a < Toqtoγa)」とは、モンゴル・テュルク語のtoqtaすなわち「立ち留まる」という動詞から出たもので、当時のテュルク・モンゴルの人にはよく見受けられた名前であるという。ボリス・ヤコヴレヴィチ・ウラジーミルツォフによると、「ベキ(Bīkī)」あるいは「ボエ(Bö'e)」とは北方の「森の民」（ウリャンカイなど）の首長がとった名称であり、「巫者的権能を持つ王者」の意味であるという。アベル・レミュザは「ビギ」（ベキ）は「伯爵」を意味する中国語「ペェ（伯）」より出たものであるという。しかし、レミュザの説は確実とは言えないとドーソンは言う。いずれにしてもこの時代の部族長は「○○・ベキ」という名称が多く、「巫者的権能を持つ王者」でなくとも、単に「貴人」の美称として男女問わず用いていたとされる。さらに後世になると男性に付されることはなくなり、女性の美称として用いられることが一般的となった。

## 生涯
メルキト部族長トゥドゥウル・ビルゲ・テギン(Tūdū'ūr bīlga tīkīn)の子として生まれる。
父の後を継いでメルキト部族長となったトクトアはウアス・メルキト氏族長のダイル・ウスン、カアト・メルキト氏族長のカアタイ・ダルマラら〝3つのメルキト”を引き連れ、かつて弟のイェケ・チレドゥがキヤト・モンゴルのイェスゲイ・バアトルによって妻（ホエルン）を奪われた復讐をするため、その息子であるテムジンの一家を襲撃し、テムジンの乳母ゴアクチンと妻ボルテを連れ去った。
1197年、乳母と妻を連れ去られたテムジンがケレイト部族のトオリル・カン、ジャディラト氏族のジャムカと同盟し、メルキト部族へ攻め込んできた。寝ていたトクトアはその知らせを聞くなり急いでダイル・ウスンとともにセレンゲ川を下ってバルグジンの地へ逃げ去った。夜襲を受けたその他のメルキト人も慌てて逃げ去った。こうしてテムジンは乳母と妻を救い出すことができた。逃げ遅れたカアタイ・ダルマラを始めとするメルキト人はテムジンらに捕まりことごとく殺された。
1201年、カタギン氏とサルジウト氏が中心となり、ドルベン氏、タタル部、イキレス氏、コンギラト氏、コルラス氏、ナイマン部、メルキト部、オイラト部、タイチウト氏らはジャディラト氏族のジャムカを戴き、反テムジン連合軍を結成した。この時メルキトからはトクトアの子クトゥが参加した。しかし、テムジン・カンとオン・カン同盟軍に敗れクトゥはセレンゲ川方面へ逃れていった。
1202年、ケレイトのオン・カンがテムジン・カンに内緒でメルキトへ遠征し、トクトア・ベキをバルグジンの谷へ追い、トクトアの長子トグス・ベキを殺し、トクトアの妻たちや子、部民を捕虜とした。
1204年、カラ川、ダル川の水源でメルキト族のトクトア・ベキとテムジン・カンは対峙した。トクトア・ベキが敗れると、テムジン・カンはサアリ平原でその部民を捕虜とし、その財産を奪った。トクトアはクトゥ、チラウンらとともに僅かな人数で命からがら脱出した。
1205年、トクトアらはナイマンのグチュルク・カンと合流し、エルティシ川の支流ブグドルマ川の水源で陣容を整えた。そこへテムジン・カンが追ってきて退陣したが、トクトアは流れ矢に当たって死んだ。その子らはトクトアの首を断ち切って持ち去っていった。

## 妻子
妻
- クトクタイ
- チャアルン
- フジャウル・ウジン…オン・カンの娘

子
- トグス・ベキ
- クチャ
- クトゥ（クドゥ）
- チラウン
- ジュブク
- クル・テギン・メルゲン

## 参考資料
- 訳注：村上正二『モンゴル秘史1 チンギス・カン物語』（平凡社、1970年、ISBN 4582801633）
- 訳注：村上正二『モンゴル秘史2 チンギス・カン物語』（平凡社、1972年、ISBN 4582802095）
- 訳注：村上正二『モンゴル秘史3 チンギス・カン物語』（平凡社、1976年、ISBN 458280294X）
- ドーソン（訳注：佐口透）『モンゴル帝国史1』（1989年、平凡社、ISBN 4582801102）
- 志茂碩敏『モンゴル帝国史研究 正篇』（東京大学出版会、2013年、ISBN 9784130210775）